# Bryan Adams ICON CD
Bryan Adams ICON CD es el sexto álbum recopilatorio del cantante canadiense Bryan Adams.
Este álbum es parte de una colección que la empresa discográfica Universal hace en manera de reconocimiento a la trayectoria de los artistas que dejaron huella a lo largo de la década de los 80´s, 90´s y 2000´s.
En este álbum aparecen 12 tracks con las canciones más reconocidas de Adams a lo largo de su carrera.

Aparecen éxitos desde su álbum de 1983 Cuts Like a Knife, pasando por su histórico Reckless de 1984, hasta el disco de la banda sonora de la película Spirit: El Corcel Indomable de 2002.

## Lista de canciones
| N.º | Título                                        | Escritor(es)          | Duración |  |
| 1.  | «Summer Of '69»                               | Adams, Vallance       | 3:35     |  |
| 2.  | «Cuts Like A Knife»                           | Adams, Vallance       | 5:16     |  |
| 3.  | «Heaven»                                      | Adams, Vallance       | 4:13     |  |
| 4.  | «Can't Stop This Thing We Started»            | Adams                 | 4:29     |  |
| 5.  | «Run To You»                                  | Adams, Vallance       | 3:54     |  |
| 6.  | «Here I Am»                                   | Adams, Zimmer, Peters | 3:50     |  |
| 7.  | «Somebody»                                    | Adams, Vallance       | 4:44     |  |
| 8.  | «Cloud Number Nine»                           | Adams, Martin, Peters | 3:45     |  |
| 9.  | «Have You Ever Really Loved A Woman?»         | Adams, Kamen. Lange   | 4:06     |  |
| 10. | «The Only Thing That Looks Good On Me Is You» | Adams, Lange          | 3:37     |  |
| 11. | «Straight From The Heart»                     | Adams, Kagna          | 3:30     |  |
| 12. | «(Everything I Do) I Do It For You»           | Adams, Lange, Kamen   | 6:34     |  |